# 伊東長丘
伊東 長丘（いとう ながおか）は、備中国岡田藩6代藩主。第5代藩主・伊東長救の長男。

## 生涯
幼名は熊之助。通称は内膳、主税。宝永5年（1705年）3月28日、将軍徳川綱吉にお目見えした。享保8年（1723年）3月5日、父長救の隠居により家督を継いだ。同年12月18日、従五位下伊豆守に叙任した。
享保14年（1729年）4月12日、ヴェトナムより日本に渡来した象（広南従四位白象）が領内を通行し、川辺に止宿したため、藪のなかからこれを見物している。
宝暦13年（1763年）9月16日に家督を三男・長詮に譲って隠居した。隠居後、浄久と号した。天明2年（1782年）10月10日に死去した。享年86。

## 系譜
- 父：伊東長救（1662-1745）
- 母：堀田氏
- 正室：大久保教寛の娘
- 継室：本多助芳の娘
  - 三男：伊東長詮（1736-1778）
- 生母不明の子女
  - 五男：石河貞通
  - 女子：木下俊徳正室
  - 女子：内田正良正室
  - 女子：三枝守恭継室
  - 女子：松平康休継室
  - 女子：三枝守恭継々室
  - 女子：永見為糾正室